# Ce sacré z'héros
Ce sacré z'héros (titre original : Private's Progress) est un film britannique, une comédie, réalisé et produit par John et Roy Boulting, sorti en 1956, adaptation du roman éponyme d'Alan Hackney (en).

## Synopsis
Pendant la Seconde Guerre mondiale, Stanley Windrush doit interrompre ses études universitaires, car il est mobilisé au moment même où la guerre touche à sa fin.

## Distribution
- Ian Carmichael : Stanley Windrush
- Richard Attenborough : soldat Cox
- Dennis Price : brigadier Bertram Tracepurcel
- Terry-Thomas : major Hitchcock
- Peter Jones dans le rôle d’Egan
- William Hartnell : sergent Sutton
- Thorley Walters : capitaine Bootle
- Jill Adams : Prudence Greenslade
- Ian Bannen : soldat Horrocks
- Victor Maddern :  soldat Blake
- Kenneth Griffith : soldat Jones
- George Coulouris : l’aumônier
- Derrick De Marney : Pat
- Ronald Adam : médecin lors de l’audience médicale
- Miles Malleson : Windrush Sr.
- Sally Miles : Catherine
- David King-Wood : Gerald
- Brian Oulton : directeur général au Gravestone Camp
- Michael Trubshawe : colonel Fanshawe
- John Le Mesurier : psychiatre
- Robert Raglan : général Tomlinson
- Henry Oscar en tant qu’expert en art
- Christopher Lee : aide de camp du général von Linbeck (non crédité)
- Basil Dignam : colonel Martin (président du jury) (non crédité)
- John Harvey : officier de la RAF au quartier général (non crédité)
- Glyn Houston : caporal en congé de maladie (non crédité)
- Lloyd Lamble : officier lors de l’audience médicale (non crédité)
- David Lodge : caporal suppléant en service de garde, unité de détention (non crédité)
- Marianne Stone : future mère parlant au capitaine Bootle (non créditée)
- Michael Ward : Sidney (invité à la fête) (non crédité)
- John Warren : sergent-major Gradwick
- Trevor Reid : adjudant (non crédité)
- Theodore Zichy : agent allemand
- Peter Williams : qu’officier au comité de sélection (non crédité)
- Henry Longhurst : M. Spottiswood

## Accueil critique
« Pour faire rire sans se donner trop de mal, rien de tel que le primate militaire. Encore faudrait-il se donner un peu de mal. » Cahiers du cinéma, no 72, juin 1957